# Sarracenia gilpinii
Sarracenia gilpinii är en flugtrumpetväxtart som beskrevs av S. Bell och Case. Sarracenia gilpinii ingår i släktet flugtrumpeter, och familjen flugtrumpetväxter. Inga underarter finns listade i Catalogue of Life.